# Idioma githabul
Githabul, también conocido como Galibal, Dinggabal, y Condamine – Upper Clarence Bandjalang, es una Lengua aborigen australiana hablada por los Githabul que viven en el Sur de Queensland y Noreste de Nueva Gales del Sur.

## Nomenclatura

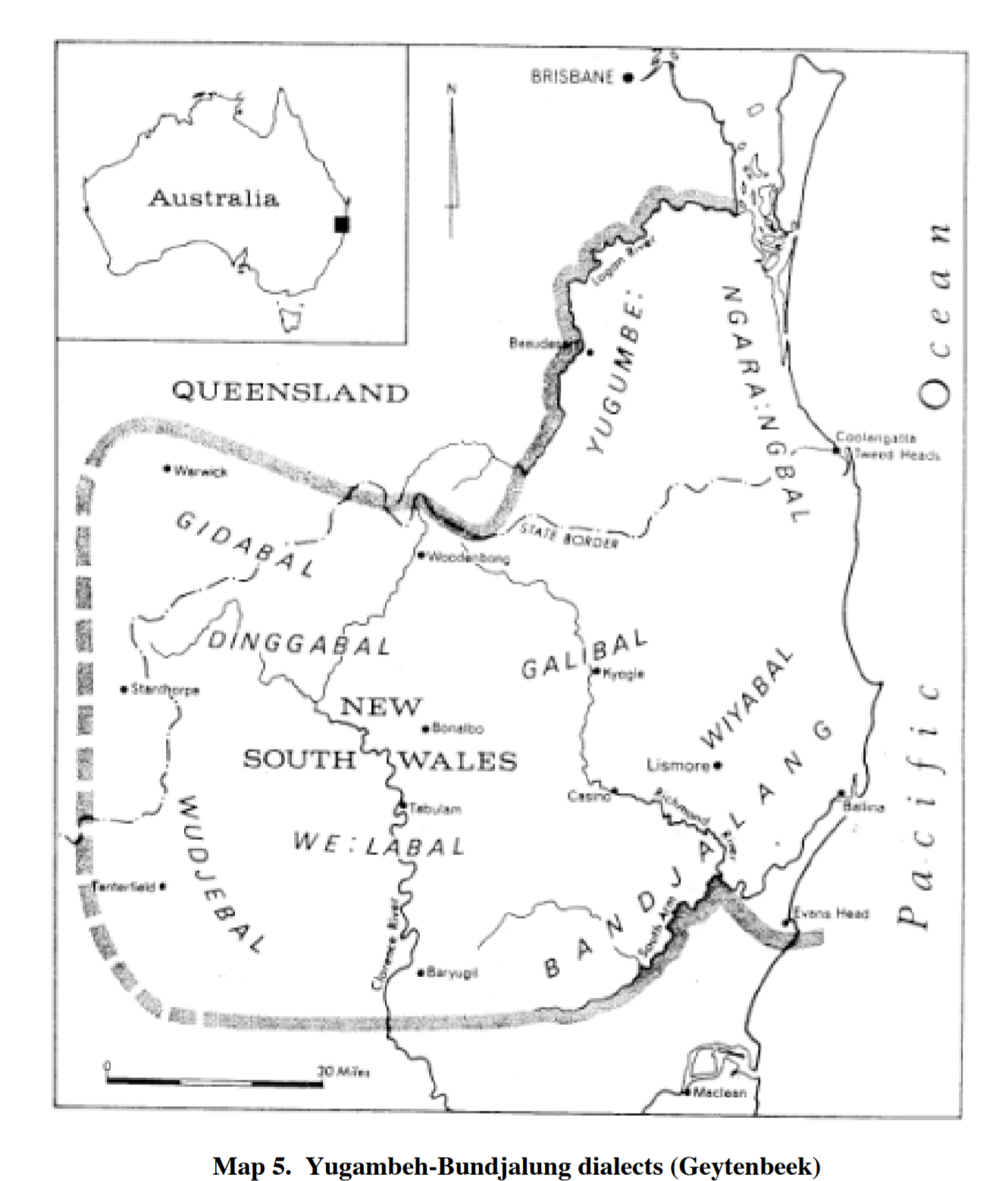
Un mapa de las variedades y sus lugares como lo describe la gente de Githabul en Woodenbong

En el idioma githabul, la palabra githabul significa 'aquellos que dicen githa; githa significa 'así es' y es un exónimo y endónimo común para las personas y su idioma.
Githabul se refiere específicamente al idioma que se habla alrededor de Woodenbong, mientras que la variedad del sur que se habla cerca de Drake se conocía como Dingabal, que significa 'aquellos que dicen dinga, con dinga que significa 'así es'. '.
La variedad oriental hablada cerca de Kyogle en el Río Richmond usó el término galibal que significaba 'aquellos que dicen gali; gali significa 'esto' y contrasta con 'Githabul' y 'Dinggabal' que usaban vendaval.

## Gramática

### Morfología verbal
Los verbos se conjugan con el uso de sufijos. Es un aspecto-lenguaje dominante, a diferencia del tiempo-dominante como el inglés. Los sufijos de Githabul en su mayoría se conjugan para tiempo y modo.

#### Sufijos
Los sufijos verbales se colocan en seis órdenes. Un verbo no puede tomar más de un sufijo de un orden y, al igual que los sustantivos, los sufijos se adjuntan en un orden establecido. Las combinaciones de estos sufijos expresan todas las conjugaciones posibles de los verbos de Githabul, con solo un pequeño número de combinaciones posibles. Las raíces verbales de Githabul suelen tener dos sílabas y siempre terminan en vocal.
| 1               | 2                         | 3                      | 4                | 5                            | 6                    |
| --------------- | ------------------------- | ---------------------- | ---------------- | ---------------------------- | -------------------- |
| -ba 'causativo' | -ndi 'llevar mientras...' | -li 'reflexivo/pasivo' | -ja 'Pasado'     | -hn 'aspecto imperfectivo'   | -du 'modo habitual'  |
|                 |                           |                        | -wa 'repetitivo' | -hny 'aspecto inminente'     | -i 'precondicional'  |
|                 |                           |                        | -ma 'causativo'  | -h 'imperativo'              | -de 'precondicional' |
|                 |                           |                        |                  | -hla 'aspecto continuo'      |                      |
|                 |                           |                        |                  | -nah 'aspecto antecrónico'   |                      |
|                 |                           |                        |                  | -nyun 'aspecto síncronotico' |                      |
|                 |                           |                        |                  | -yah 'porpusivo'             |                      |
|                 |                           |                        |                  | -jin 'aspecto sincrónico'    |                      |
|                 |                           |                        |                  | -n 'permisivo'               |                      |
|                 |                           |                        |                  | -ni 'perfectivo'             |                      |

### Morfología del adjetivo
Los adjetivos se pueden marcar con un sufijo para indicar el género del sustantivo al que califican. Githabul tiene uno de los sistemas de género más extensos de todas las lenguas bandjalangicas.

#### Sufijoss
| Género                              | Sufijo   |
| ----------------------------------- | -------- |
| Animar (masculino)                  | -gali    |
| Animate (femenino) - calidad débil  | -gan     |
| Animate (femenino) - calidad fuerte | -galigan |
| Animate (mujer) - tamaño            | -Nahgan  |
| Arbóreo                             | -Nahn*   |
| Neutro                              | -gay     |

*N representa una nasal homoorgánica.

### Demostrativos
Githabul posee un conjunto complicado de demostrativos que hacen una distinción de tres vías, con conjuntos proximal, medial y distal. Hay una distinción adicional entre los adjetivos demostrativos y los demostrativos de ubicación. El conjunto de adjetivos también se puede agregar como sufijo para crear pronombres demostrativos. El conjunto de adjetivos tiene tres formas para "cosas a la vista", "cosas ocultas o no a la vista" y "cosas que ya no están", mientras que el conjunto de ubicación tiene formas para indicar el área general y el área definida, ya sea a la vista o no. vista, y formas pasadas y presentes.

#### Adjetivos
| DEmostrativos        | Proximal (este) | Medial (que) | Distal (eso de ahí) |
| -------------------- | --------------- | ------------ | ------------------- |
| A la vista (sg)*     | gale            | male         | gile                |
| A la vista (plrl)    | gahnyu          | mahnyu       | gahmu               |
| No a la vista (sg)   | gunah           | munah        | gahba               |
| No a la vista (plrl) | ganyeh          | manyeh       | gahnye              |

- El dialecto galibal usa las formas gali, mali y gili.

El conjunto anterior se puede sufijar con sufijos de sustantivos de orden 7 para formar pronombres demostrativos que funcionan como sustantivos independientes ordinarios. p.ej. Yanindeh galeni wangahbaya! '¡Llévate esto!
Las formas 'no a la vista' y 'ya no aquí' pueden tomar el sufijo sustantivo de orden 2 -gan para formar palabras de tiempo. Por ejemplo, gunahgan 'recientemente'.

#### Localización
| Demostrativos              | Proximal (aquí) | Medial (ahí) | Distal (allá) |
| -------------------------- | --------------- | ------------ | ------------- |
| A la vista (área definida) | gaji            | maji         | gah           |
| A la vista (área general)  | gunu            | munu         | gundeh        |
| No a la vista (presente)   | gayu            | mayu         | guhyu         |
| No a la vista (pasado)     | gaye            | maye         | gahye         |